# Amtskommune
En amtskommune eller amtsrådskreds var i Danmark indtil strukturreformen i 2006 betegnelsen for kommuner med større geografisk område (sekundærkommuner) end primærkommunerne.
Amtskommunerne var normalt geografisk sammenfaldende med amterne, men omfattede i modsætning til disse indtil kommunalreformen i 1970 ikke købstadskommunerne, men kun sognekommuner, handelspladser, flækker (i Sønderjylland efter genforeningen i 1920) og købstadslanddistrikter. De bornholmske købstæder var dog med i Bornholms Amtskommune.
Nogle amter var delt i to amtskommuner. Det gjaldt Københavns Amt som omfattede Københavns Amtskommune og Roskilde Amtskommune, Odense Amt som omfattede Odense Amtskommune og Assens Amtskommune, samt Aarhus Amt som omfattede Aarhus Amtskommune og Skanderborg Amtskommune.
Fra 1970 var amter og amtskommuner helt sammenfaldende, indtil begge dele blev afskaffet 1. januar 2007.